# Arthur I. Keller
Pour les articles homonymes, voir Keller.
Arthur Ignatius Keller, né le 4 juillet 1866 à New York et mort le 2 décembre 1924 à New York est un peintre et illustrateur américain.

## Biographie
À l'âge de 17 ans, il a commencé sa formation professionnelle à la Académie américaine des beaux-arts à New York, où il a développé ses compétences artistiques sous la tuition d'Edgar Ward et Lemuel Wilmarth. Entre 1886 et 1890 il recevait une formation sous Ludwig von Löfftz à Munich, avant de retourner aux États-Unis où il travaillait comme peintre.
Il est connu pour avoir travaillé sur les illustrations du roman 'The Clansman' écrit par Thomas F. Dixon Jr. Ses représentations des hommes du clan portant des capuches coniques blanches ont inspiré les vêtements réels du Ku Klux Klan.